# L'Enquête mystérieuse
Pour plus de détails, voir Fiche technique et Distribution.
L'Enquête mystérieuse (The Frightened City) est un film noir britannique réalisé par John Lemont (en), tourné aux studios de Shepperton, sorti en 1961. 
On se souvient de ce film surtout parce qu'il a offert l'un de ses premiers grands rôles à Sean Connery, juste avant qu'il accède à la gloire mondiale en interprétant le personnage de James Bond, et aussi à cause de son thème musical The Frightened City joué par les Shadows et qui a été l'un des premiers succès majeurs de ce groupe.

## Synopsis
À Londres, le truand de haut vol Waldo Zhernikov, associé à son collègue Harry Foulcher, s'active à professionnaliser l'industrie du racket dans Soho en montant un « syndicat du crime » fédérant de gré ou de force les gangs en place. Zhernikov embauche pour ce faire Paddy Damion, jusque-là simple cambrioleur mais connu pour son sang-froid et son habileté, comme tel susceptible de ne pas attirer l'attention de la police. Mais un conflit sanglant s'élève entre les commanditaires de Paddy et un de ses amis personnels. L'heure va être à la trahison, au meurtre, à la vengeance.

## Fiche technique
- Titre français : L'Enquête mystérieuse
- Titre original : The Frightened City
- Réalisation : John Lemont
- Scénario : John Lemont et Leigh Vance
- Photographie : Desmond Dickinson
- Musique originale : Norrie Paramor, interprétée par les Shadows
- Pays d'origine :  Royaume-Uni
- Métrage : 2 678,25 m (10 bobines)
- Format : Noir et blanc — 35 mm — 1,85:1 — Son : Mono
- Genre : Film dramatique, Film policier, Film noir, Thriller
- Durée : 97 minutes
- Dates de sortie :
  -  Royaume-Uni : septembre 1961
  -  France : 8 juin 1962
  -  États-Unis : 20 juillet 1962

## Distribution
- Sean Connery (VF : Marcel Bozzuffi) : Paddy Damion
- Herbert Lom : Waldo Zhernikov
- Alfred Marks : Harry Foulcher
- John Gregson : l'inspecteur Sayers
- Patrick Holt : superintendant Dave Carter
- Kenneth Griffith : Wally Smith
- David Davies : Alf Peters
- Yvonne Romain : Anya Bergodin